# Estoński Związek Narciarski
Estoński Związek Narciarski (est. Eesti Suusaliit) – estońskie stowarzyszenie kultury fizycznej pełniące rolę estońskiej federacji narodowej w biegach narciarskich, kombinacji norweskiej, narciarstwie alpejskim, narciarstwie dowolnym oraz skokach narciarskich.
Związek jest członkiem Międzynarodowej Federacji Narciarskiej (FIS). Do jego celów statutowych związku należy promowanie, organizowanie i rozwój narciarstwa w Estonii m.in. poprzez szkolenia zawodników i instruktorów i organizację zawodów.